# IC 5291
IC 5291 је галаксија у сазвјежђу Пегаз која се налази на листи објеката дубоког неба у Индекс каталогу.
Деклинација објекта је + 9° 14' 30" а ректасцензија 23h 13m 39,6s. Привидна величина (магнитуда) објекта IC 5291 износи 14,7 а фотографска магнитуда 15,7. IC 5291 је још познат и под ознакама CGCG 406-22, KUG 2311+089, PGC 70729.